# 素盞嗚神社 (福山市新市町戸手)
素盞嗚神社（すさのおじんじゃ）は、広島県福山市新市町大字戸手にある神社。式内社で、備後国一宮を称する。旧社格は県社。祇園信仰、祇園祭発祥の神社で、境内は巨旦将来の屋敷跡と伝わる。

## 祭神
主祭神
- 素盞嗚尊（すさのをのみこと）

配神
- 稲田姫命（くしなだひめ） - 素盞嗚尊の妃
- 八王子（やはしらのみこ） - 素盞嗚尊の御子神

## 歴史
社伝によれば天武天皇の治世であった7世紀ごろ（679年か）に創建したとされる。その後、遣唐使であった吉備真備が唐から帰国した後の天平6年 （734年）に備後から素盞嗚命を播磨の広峯神社に勧請したとされる。
『釈日本紀』巻7（卜部兼方、鎌倉時代中期）に引用された『備後国風土記』逸文（奈良時代か）の「蘇民将来」説話に「疫隈國社（エノクマノクニツヤシロ）」とあるのが当社とされるが、本来は摂社である「蘇民神社・疱瘡神社」であるとする説もある。『延喜式神名帳』には「備後國深津郡一座 須佐能袁能神社」と記載されている。
後に神仏習合によって仏教系の神である牛頭天王を祭神とするようになり、「早苗山天竜院天王寺」という真言系の別当寺が作られた。本堂である本地堂（現 天満宮）には本尊本地仏として聖観世音菩薩が祀られた。一般に牛頭天王の本地仏は薬師如来であるが、当社の観音祭祀の理由は不明である。また脇侍に不動明王と毘沙門天が祀られた。「江熊（エノクマ）祇園牛頭天王社」が正式な社名であるが、天王社、祇園社などとも呼ばれるようになった。
明治の神仏分離により、神社の道を選んだ当社の別当僧は還俗して神官となり、祭神は本来の素盞嗚尊に改め、現在の社名に改称した。

## 境内

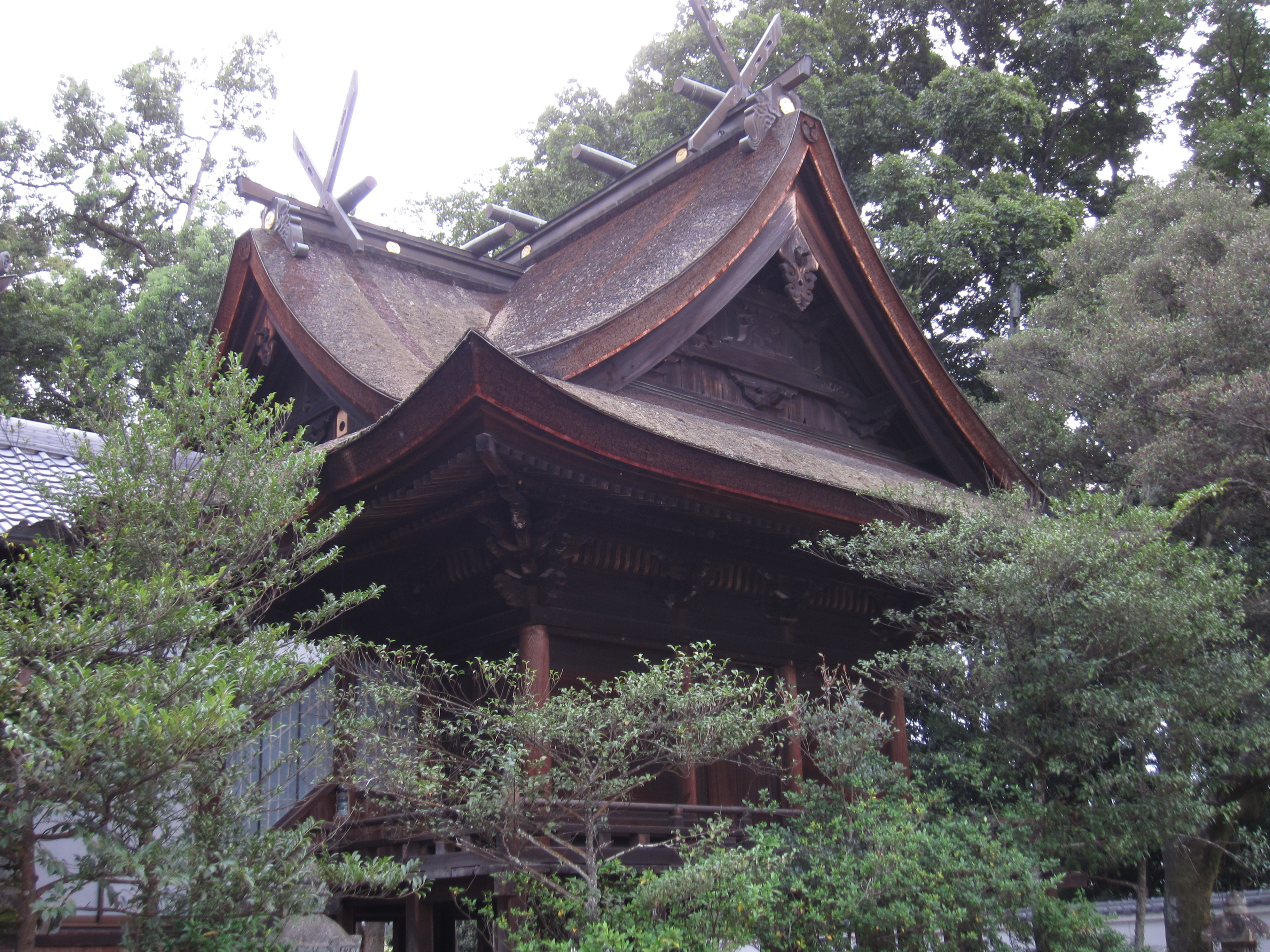
本殿
- 入母屋造檜皮葺。備後福山藩の初代藩主水野勝成の再建と伝わる。
- 屋根は視線方向の棟の中央で一段高く別棟が直交している。千木は正面･左・右・奥の4つ、鰹木は正面と奥の千木の根元にひとつずつ、直交する棟に五つ。建物の平面は大社造りと同じくほぼ正方形。

幣殿
拝殿と本殿の間に建つ。
鳴き龍
日光東照宮などで有名で、日本にわずか20棟ほどと言われる。
神代之杉
かつて境内の鬼門（北東の隅）に立っていた神木。現在は石碑のみが残る。

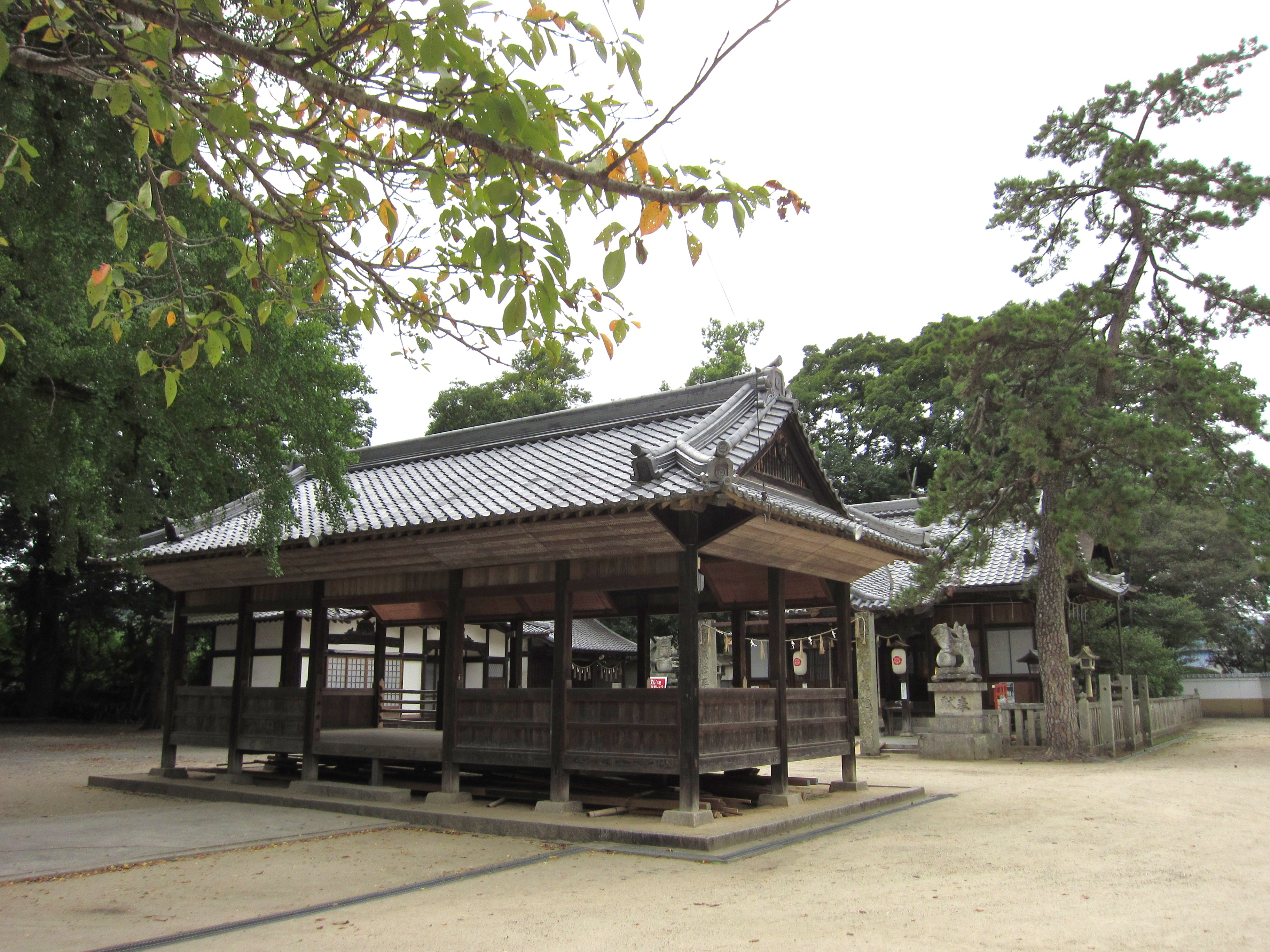
境内
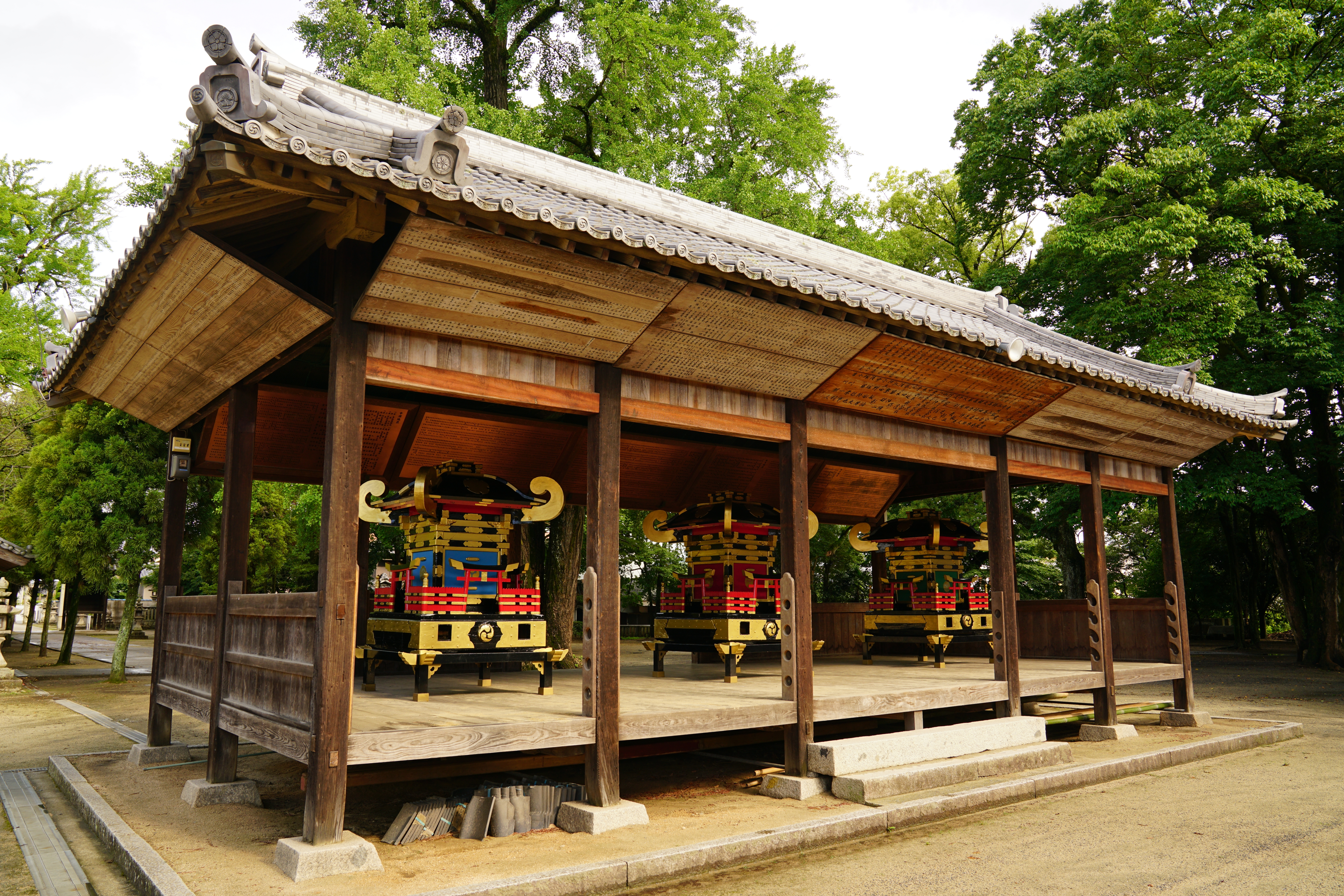
神楽殿 祇園祭にはここに3基の神輿が納められる。平成10年（1998年）には石見神楽団がここで当社御祭神素盞嗚尊縁の「をろち」などを奉納した。
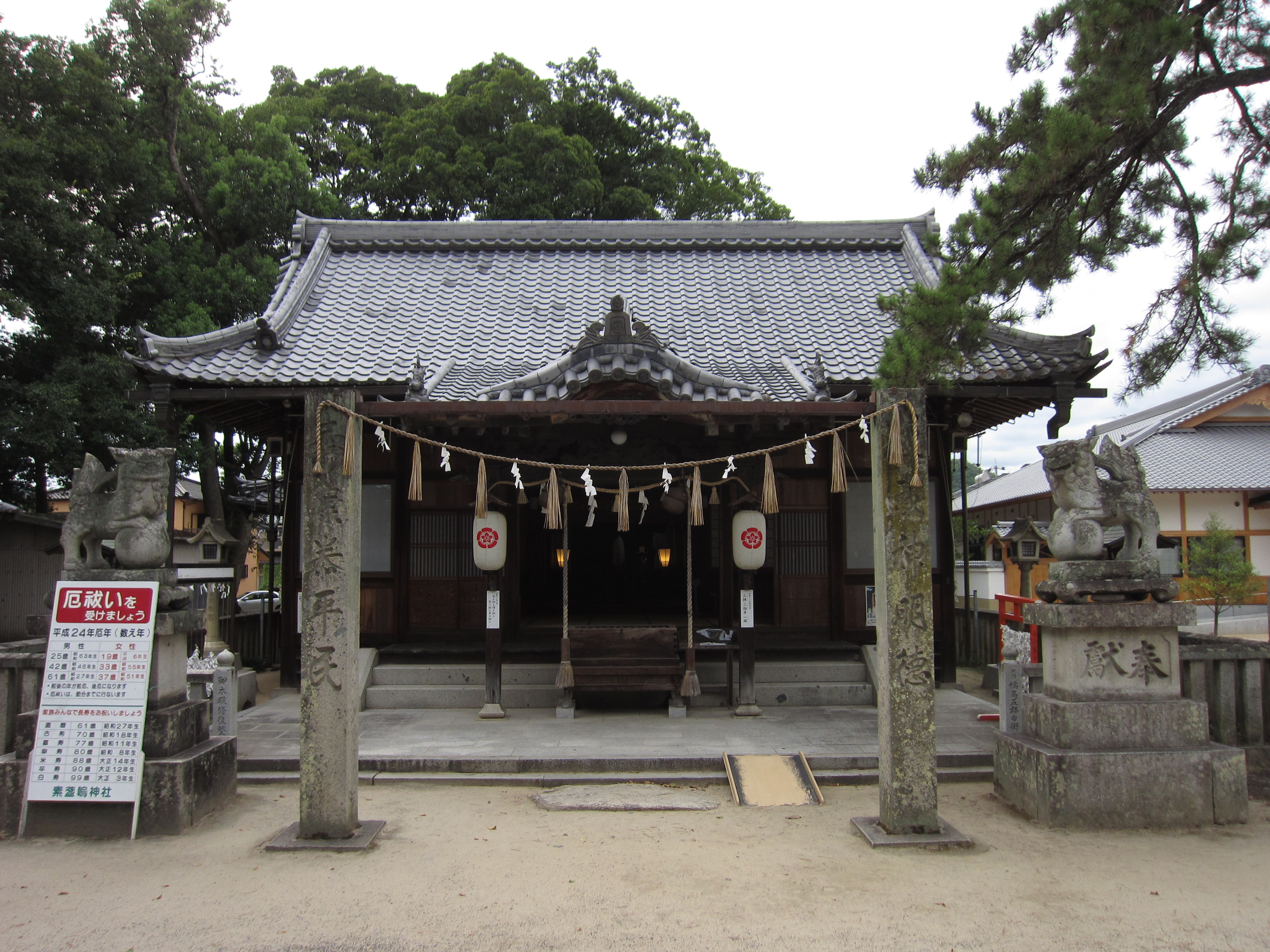
拝殿 入母屋造瓦葺。
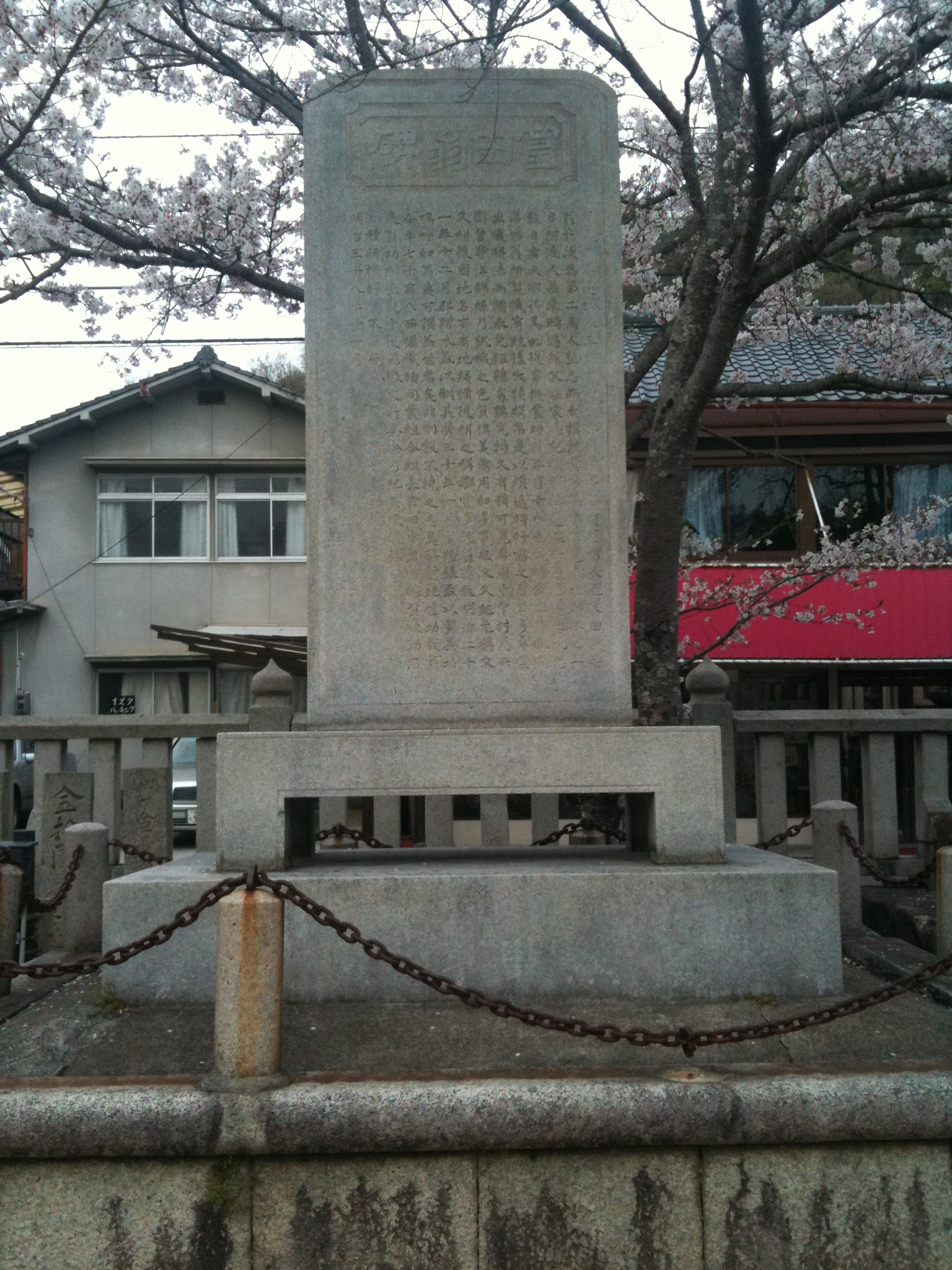
富田久三郎顕彰碑 城山から移築された山門横に立つ。備後絣の開発者である富田久三郎を称える。
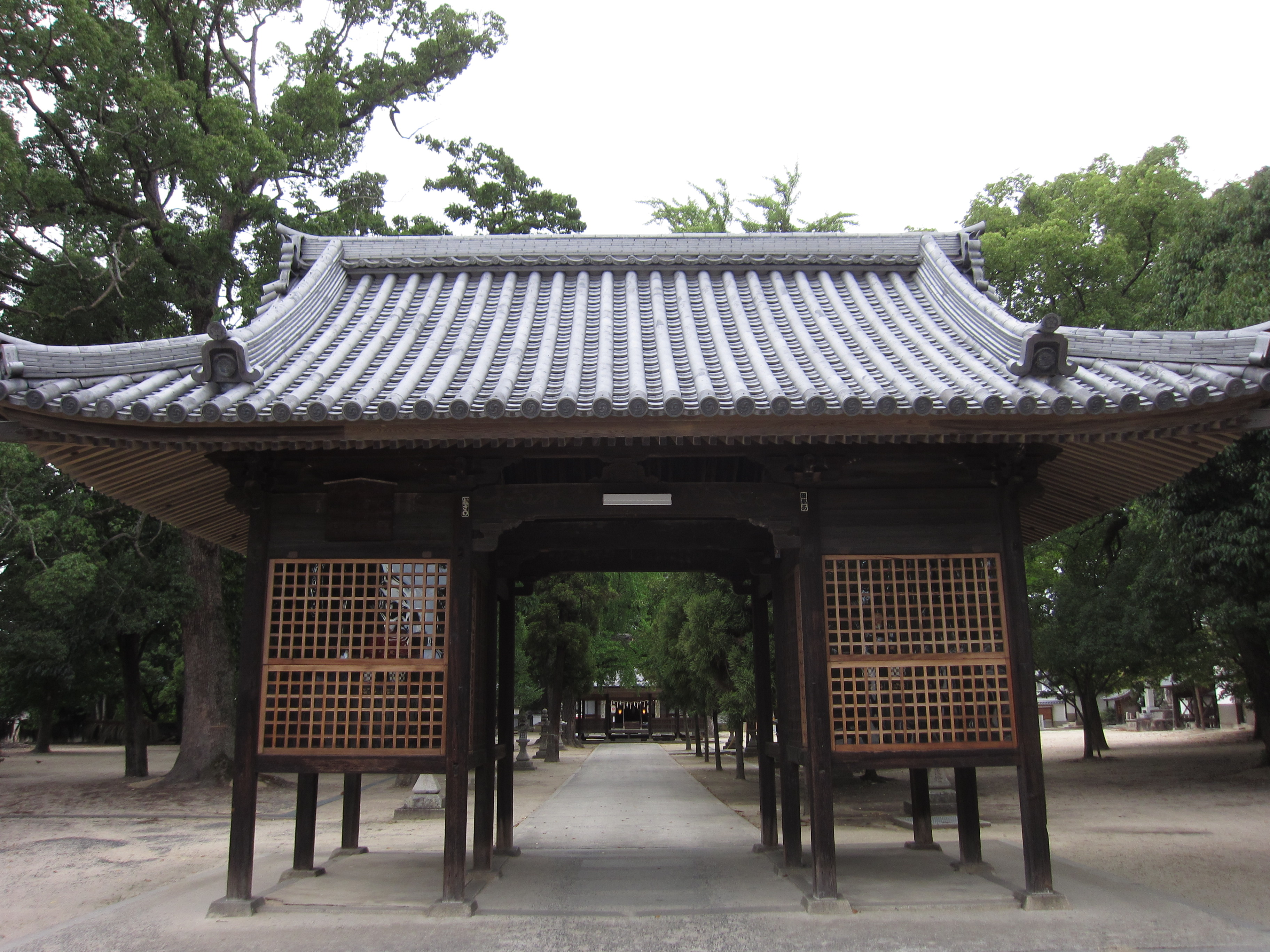
随神門
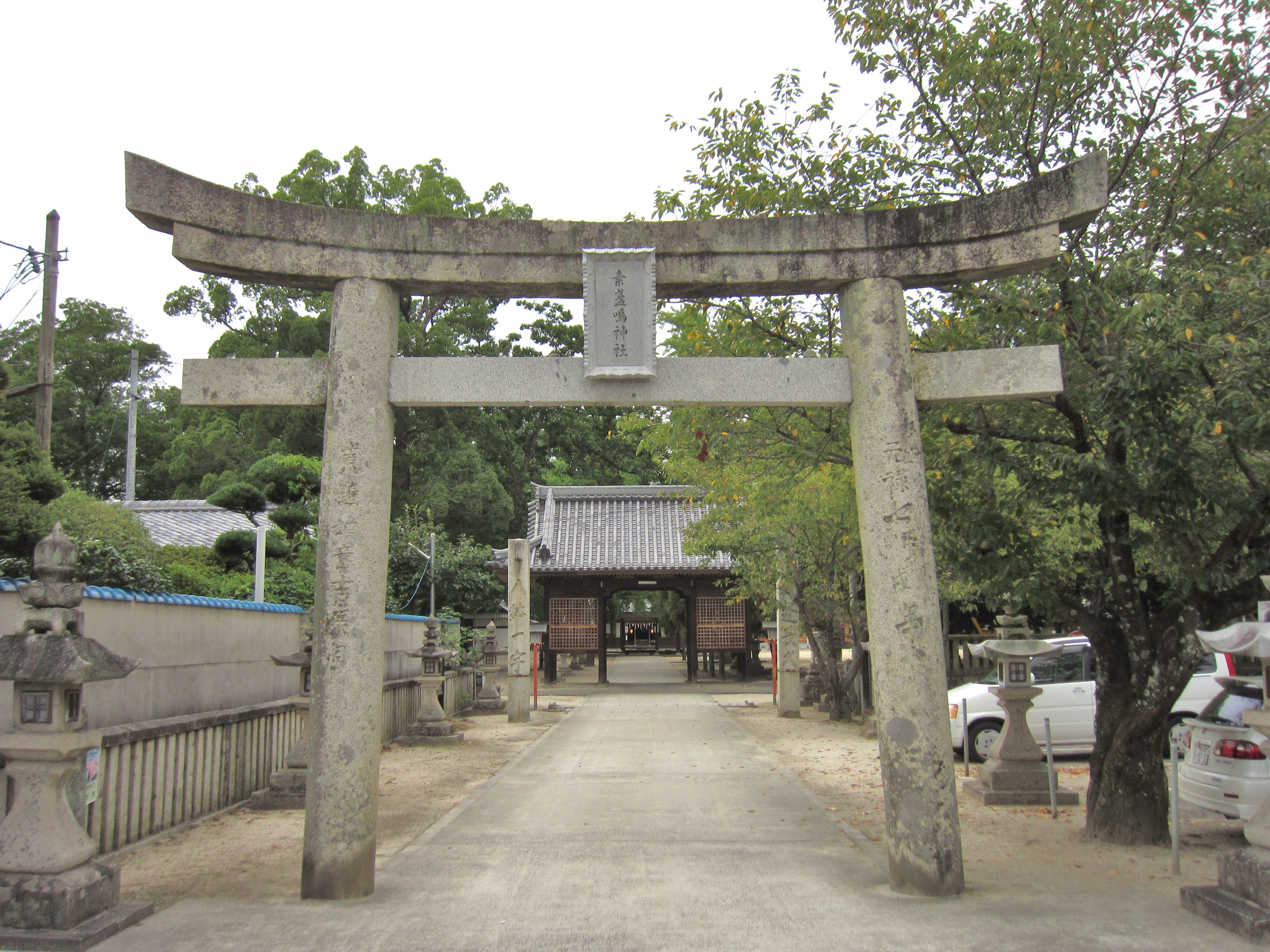
大鳥居 境内東端、石造り。江戸時代中期元禄時代の建立で、柱には建立した別当僧の名が刻まれている。

## 相方城遺構
戦国時代に当社の南西にそびえる城山（じょうやま / 標高199m）一帯に築かれていた山城相方城から、城門2棟と櫓が移築されたとされる。そのうち櫓は1970年代の火災で焼失したが、城門は境内の北側を通る奈良時代の旧山陽道に面して現存する。現存する戦国期の山城の城門としては最古級とされる。平成の大修理では、この城門にも補修が施された。

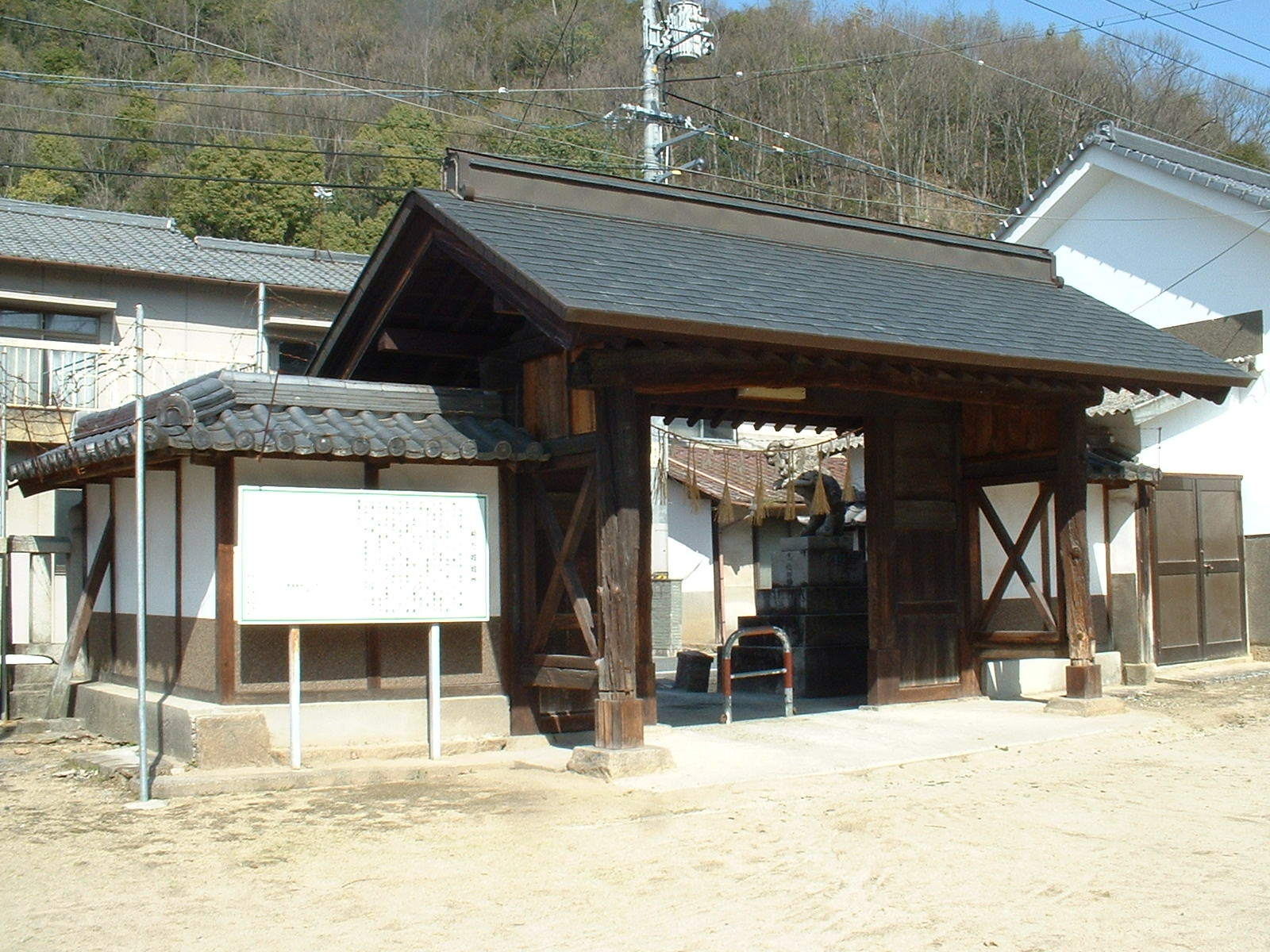
相方城移築の城門（中門）
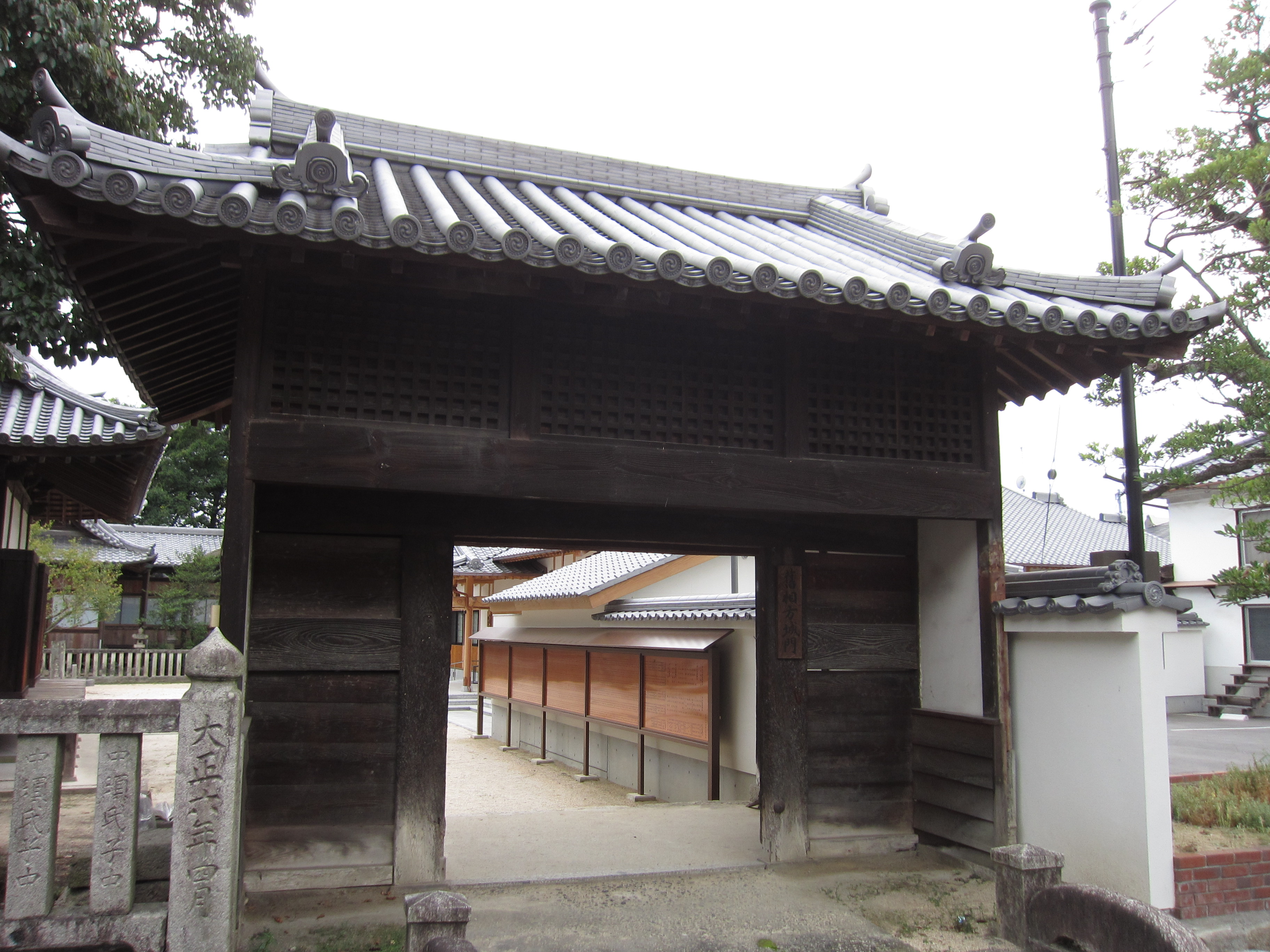
相方城移築の城門（北門）

## 摂末社

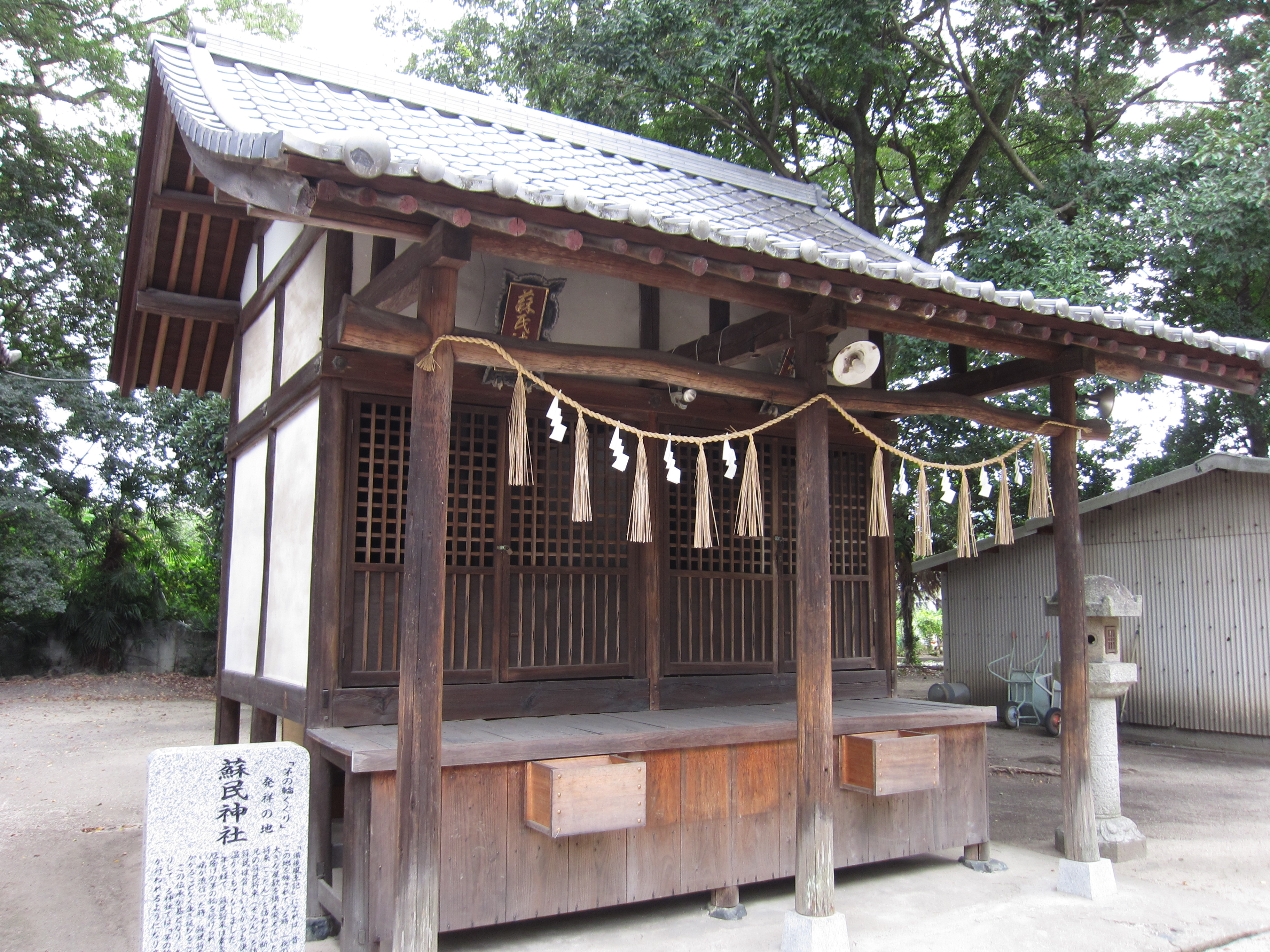
蘇民神社と疱瘡神社
本殿の南側に長屋式で建つ。一説では、備後國風土記･逸文の舞台「疫隈國社」とは、素盞嗚神社の本殿のことではなく、摂社であるここが「疫隈國社」であるとされる。なお当社の敷地は、武塔神（素盞嗚尊）に滅ぼされた弟将来（巨旦将来）の屋敷跡といわれる。

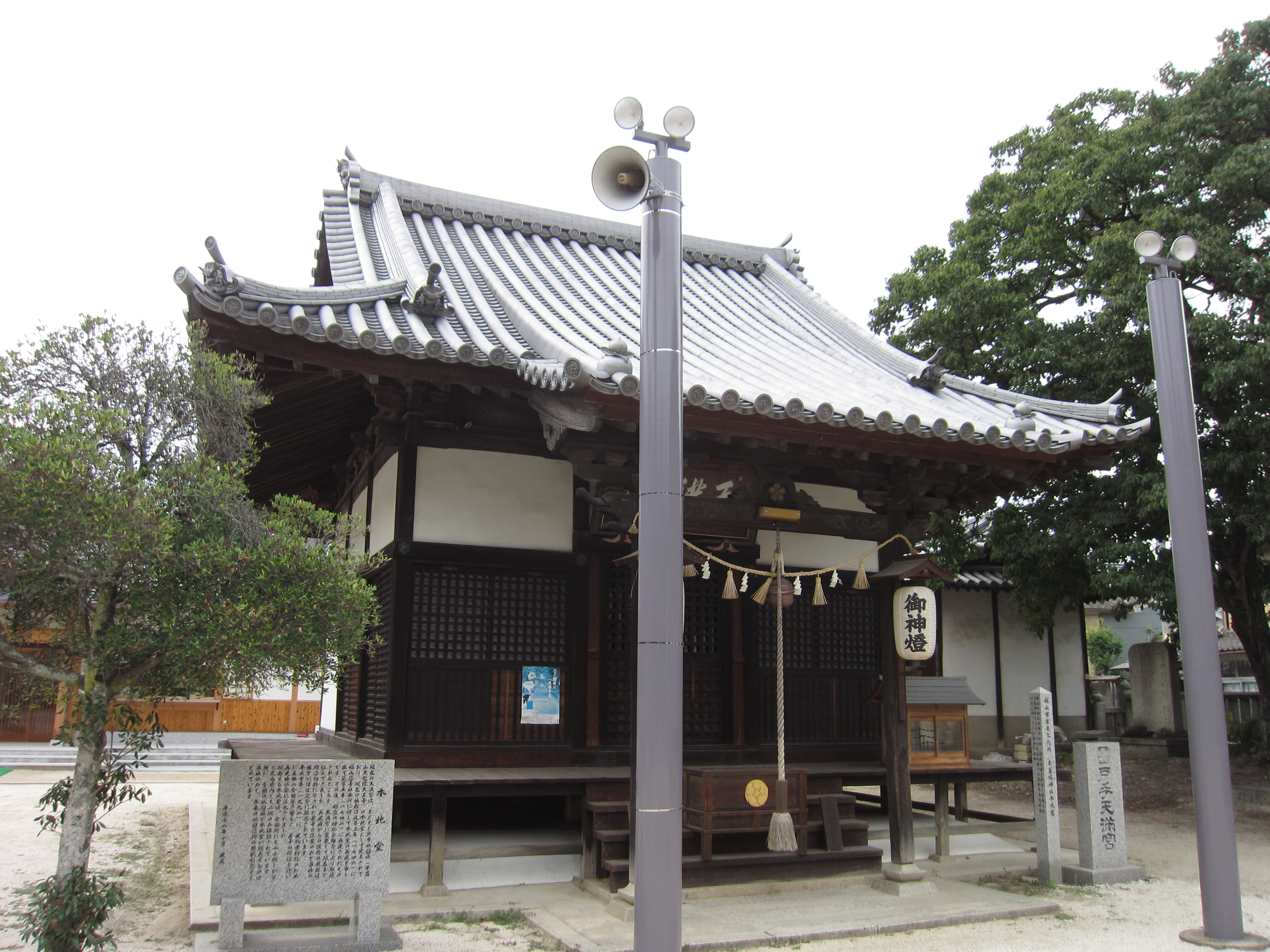
戸手天満宮
境内の北西、広場に面して瓦葺き入母屋造りの仏式の建物。元々は当社の「本地堂」で、神仏習合時期の別当寺・早苗山天竜院天王寺の本堂であった。江戸時代中期の再建とされ、祇園社（素盞鳴命奉祀神社）に残っているのは全国でも唯一である。明治維新後の廃仏毀釈の際、祭神に菅原道真を奉祀して守り通された。その後時を経て、屋根は抜け天井は朽ちて甚だ老朽化が進み倒壊が危惧されたが、1998年（平成10年）広島大学の三浦教授監修のもと修復がなされ現代に蘇った（平成の大修理）。ここに祀られていた複数の仏像は明治期に周辺の真言寺院に散逸したが、後の調査で、本尊・聖観世音菩薩は、福山市内の某真言寺院に現存していることが判明した。
素佐能表神社
本殿から大鳥居を抜けて延長線上の5キロメートルほど先（福山市駅家町法成寺）に鎮座。長享2年（1488年）、当地の村民が疫病が大流行した際に、新市の素盞嗚神社に日参し、疫病が収まったので、素盞嗚神社の分霊を勧請し祀ったと社伝にある。

## 主な祭事

### 祇園祭
祇園祭（現地では「祇園さん」・「天王さん」と呼ぶ）は、福山市の新市（しんいち）地区・戸手（とで）地区と相方（さがた）地区、府中市の中須（なかず）地区の4地区の氏子により年に1度、7月に行われる。
現在では戸手と相方が合同となり、3基の神輿で「神輿合わせ（喧嘩神輿）」が行われる。

## 現地情報

### 所在地
- 広島県福山市新市町大字戸手1-1

### 交通アクセス
鉄道
- 最寄駅：JR西日本福塩線 上戸手駅 （徒歩3分）

バス
- 福山駅（JR西日本山陽新幹線ほか）から、中国バス（府中・東城方面行き）で、「寺岡記念病院前」バス停下車 （下車後徒歩5分）
  - ただし、祇園祭最終日19時からは交通規制により、バスの運行ルートが変更されるので注意が必要。

自家用車
- 祇園祭期間中は混雑し、自家用車での参拝は極めて困難。